# Mary Poppins (roman)
Pour les articles homonymes, voir Mary Poppins.
 (décembre 2018).
Si vous disposez d'ouvrages ou d'articles de référence ou si vous connaissez des sites web de qualité traitant du thème abordé ici, merci de compléter l'article en donnant les références utiles à sa vérifiabilité et en les liant à la section « Notes et références ».
Mary Poppins est un roman de littérature d'enfance et de jeunesse de la romancière australienne Pamela L. Travers publié en 1934 et dont le personnage principal est une gouvernante magicienne du même nom. On l'a souvent décrite tout en noir avec un parapluie avec lequel elle flotte en l'air. Le succès du roman original donne lieu à une série de récits ayant pour héroïne le personnage de Mary Poppins.
En 1964, le roman est adapté au cinéma sous le titre Mary Poppins, un film américain réalisé par Robert Stevenson pour Walt Disney Pictures, avec Julie Andrews dans le rôle-titre. Une suite du film, Le Retour de Mary Poppins, avec Emily Blunt dans le rôle, sort en 2018 alors que la suite du roman avait été publié en 1935.

## Résumé
À Londres, quatre enfants (Jane, Michael et les jumeaux John et Barbara Banks) ont besoin d'une gouvernante. Katie, la dernière en date, vient de quitter la maison. Et voilà que les deux aînés, depuis la fenêtre, voient arriver une drôle de jeune femme qui, accrochée au manche de son parapluie, semble suspendue dans l'air. Amenée par le vent d’est, Mary Poppins monte l’escalier assise sur la rampe, tire quantité d’objets d’un sac de voyage vide et administre des cuillerées de sirop dont la couleur et le goût s'adaptent à leur destinataire.
Chaque chapitre est une nouvelle aventure :
- un jour de congé passé dans un paysage de craie dessiné par Bébert, le marchand d’allumettes ;
- un goûter pris au plafond, la faute au gaz-à-faire rire ;
- un chien qui parle pour protester contre l’accoutrement que lui impose sa maîtresse ;
- une vache de couleur rouge qui ne peut s’arrêter de danser ;
- une boussole qui vous fait faire en un instant le tour du monde ;
- une mystérieuse dame aux oiseaux ;
- des pains d’épices garnis d’étoiles à accrocher dans le ciel ;
- des enfants assez jeunes pour comprendre le langage des oiseaux ;
- un anniversaire fêté dans un zoo où les humains sont en cage ;
- une étoile des Pléiades descendue faire ses courses de Noël dans les grands magasins.

Mais gare au vent d’ouest…

## Adaptations

### En livre illustré
- Le roman a été illustré par Mary Shepard en Europe et par Gennady Kalinovsky en Union soviétique.

### Au cinéma
- 1964 : Mary Poppins, film américain réalisé par Robert Stevenson pour Walt Disney Pictures, d'après le roman éponyme, avec Julie Andrews, Dick Van Dyke et David Tomlinson
- 2018 : Le Retour de Mary Poppins (Mary Poppins Returns), film américain réalisé par Rob Marshall pour Walt Disney Pictures, avec Emily Blunt

### À la télévision
- 1983 : Mary Poppins, au revoir (Мэри Поппинс, до свиданья), téléfilm musical soviétique en deux épisodes réalisé par Leonid Kvinikhidze, avec Natalia Andreïtchenko dans le rôle-titre.

### Au théâtre
- Mary Poppins, comédie musicale adaptée du film et présenté par Walt Disney Theatrical Productions, à l'affiche dans les années 2000 à Londres et New York